# Mâle
Mâle foi uma comuna francesa na região administrativa da Normandia, no departamento Orne. Estendia-se por uma área de 22,17 km². Em 2010 a comuna tinha 769 habitantes (densidade: 34,7 hab./km²).
Em 1 de janeiro de 2016, passou a formar parte da nova comuna de Val-au-Perche.